# Guttiner
Guttiner Heider Fernando Costa Tenorio (* 6. Oktober 1994 in Minas Gerais) ist ein brasilianischer Fußballspieler.

## Karriere
Guttiner spielte in der Saison 2015 für den Bonsucesso FC in der Staatsmeisterschaft von Rio de Janeiro. Zwischen 2016 und 2017 spielte er für Acadêmica Vitória in der Staatsmeisterschaft von Pernambuco. Im Juli 2017 wechselte er in die Ukraine zu Olimpik Donezk. Sein Debüt in der Premjer-Liha gab er im selben Monat, als er am dritten Spieltag der Saison 2017/18 gegen den NK Weres Riwne in der Startelf stand. Für Donezk kam er insgesamt zu vier Einsätzen.
Im Februar 2018 wechselte er zum Ligakonkurrenten Tschornomorez Odessa. Für Odessa kam er bis Saisonende zu sieben Einsätzen. Nach der Saison 2017/18 verließ er den Verein. Nach mehreren Monaten ohne Verein wechselte Guttiner im September 2018 nach Malta zum Hibernians Football Club. Für Hibernians kam er zu sieben Einsätzen in der Maltese Premier League, in denen er ein Tor erzielte.
Im Mai 2019 kehrte er in die Ukraine zurück und wechselte zum Zweitligisten Obolon-Browar Kiew, für den er zu vier Einsätzen in der Perscha Liha kam. Zur Saison 2019/20 wechselte er nach Tschechien zum Zweitligisten FK Viktoria Žižkov.